# Surolan
Der Surolan ist ein 1228 m hoher Berg in Osttimor im Suco Soro (Verwaltungsamt Ainaro, Gemeinde Ainaro).
Der Berg ist Teil der Cablac-Berge, die sich östlich des Flusses Belulik erheben. Südlich des Surolan befindet sich der Berg Suro-lau. Westlich liegen das Dorf Soro und die Stadt Ainaro.